# Chińskie partie demokratyczne
Chińskie partie demokratyczne – wspólna nazwa 8 niewielkich organizacji politycznych, działających w Chińskiej Republice Ludowej. Ich działalność dopuszczona jest na podstawie konstytucji ChRL, która określa ustrój państwa jako wielopartyjny system współpracy i konsultacji politycznej pod przywództwem Komunistycznej Partii Chin.
Partie demokratyczne ściśle współpracują z rządem i Komunistyczną Partią Chin, zrzeszają głównie intelektualistów, uczonych i pisarzy. Razem z KPCh, uznawanymi przez państwo organizacjami religijnymi, a także społecznymi organizacjami masowymi (m.in. Ogólnochińska Federacja Kobiet i Chińska Federacja Kół Literackich i Artystycznych), partie demokratyczne stanowią front narodowy – Ludową Polityczną Konferencję Konsultatywną Chin. W swoich statutach uznają przewodnią rolę KPCh.
Partie demokratyczne odgrywały pewną rolę w pierwszych latach istnienia ChRL, ich przedstawiciele pełnili wówczas wysokie funkcje w państwie. W 1957 roku, podczas kampanii przeciwko prawicowcom, ich rola została zmarginalizowana, a około 10 tys. działaczy znalazło się w więzieniach. Podczas rewolucji kulturalnej struktury partii demokratycznych zostały rozbite. Działalność partii demokratycznych odrodziła się po 1983, kiedy zezwolono na odbycie zjazdów i przyjmowanie nowych członków.
Przewodniczący partii demokratycznych wchodzą w skład najwyższych władz LPKKCh, a także parlamentu (Ogólnochińskie Zgromadzenie Przedstawicieli Ludowych).
Do partii demokratycznych zaliczają się:
- Rewolucyjny Komitet Chińskiego Kuomintangu
- Chińska Liga Demokratyczna
- Chińskie Stowarzyszenie Demokratycznej Budowy Państwa
- Chińskie Stowarzyszenie Promowania Demokracji
- Chłopsko-Robotnicza Demokratyczna Partia Chin
- Chińska Partia Dążenia do Sprawiedliwości
- Stowarzyszenie Naukowe Trzeciego Września
- Demokratyczna Liga Autonomii Tajwanu.